# Waal (rivier)
De Waal is een Nederlandse rivier. Ter hoogte van Pannerden splitst de Rijn zich in het Pannerdensch Kanaal, dat 6 km verderop overgaat in de Nederrijn, en de Waal. De Waal is veruit de waterrijkste arm van de Rijn in Nederland (65% van de waterafvoer) en ook de voornaamste voor de scheepvaart. De totale lengte van de Waal bedraagt 82 kilometer.
De Waal gaat vanaf de vroegere samenvloeiing met de Maas bij Woudrichem (nu de Afgedamde Maas) over in de Merwede en stroomt vervolgens via verschillende routes naar de Noordzee; het meeste water stroomt via de Nieuwe Merwede in het Hollandsch Diep. Het water tussen de Noord en de Oude Maas, ten zuiden van Ridderkerk, heet eveneens de Waal: dit deel van ca. 9 km lengte is een overblijfsel van een vroegere ligging van deze rivier.
De Waal wordt met de Nederrijn en Amsterdam verbonden door het Amsterdam-Rijnkanaal (bij Tiel) en met de Maas door het Maas-Waalkanaal (bij Nijmegen) en het Kanaal van St. Andries. Op dat laatste punt vloeien de Waal en de Maas op een afstand van 1,9 km langs elkaar heen. De getijden van de Noordzee werken door tot ongeveer Zaltbommel, waar een getijverschil van ongeveer 10 cm meetbaar is. Vóór het afsluiten van de zeegaten en riviermondingen in het kader van de Deltawerken was het getijdenverschil op de Waal veel groter dan vandaag de dag. De invloed van de getijden was toen merkbaar tot Nijmegen.
Het vaarwater wordt gebruikt door binnenvaartschepen tot en met CEMT-klasse VIc en pleziervaart.

## Historie
De rivier werd door de Romeinen Vacalis of Valis genoemd, later werd dit in het Latijn Vahal. De naam Waal is zelf van Germaanse herkomst; het is een verwijzing naar de vele meanders die de rivier ooit gehad moet hebben (in het Oudgermaans was wôh het woord voor "krom"). 
Tijdens de Romeinse tijd is de Waal vermoedelijk al de belangrijkste afwatering van de Rijn geweest. Na de Sint-Elisabethsvloed, toen de Waal een kortere route naar de zee vond, is de Waal zelfs zo veel water gaan onttrekken aan de Rijn, dat de andere mondingsarmen (Nederrijn en IJssel) 's zomers soms vrijwel droog stonden en heel moeilijk bevaarbaar werden. Deze problemen zijn opgelost door het graven van het Pannerdens Kanaal, waardoor de Nederrijn en IJssel meer water tot hun beschikking kregen. Voor het graven van het Pannerdens Kanaal begon de Waal enkele kilometers verder stroomopwaarts dan tegenwoordig het geval is, nl. net over de tegenwoordige Duitse grens bij de Schenkenschanz. Dit gedeelte wordt tegenwoordig in Nederland aangeduid als Boven-Rijn en is  later opnieuw verkort door het graven van het Bijlandsch Kanaal, waarmee een gevaarlijke bocht werd afgesneden (de Oude Waal).
De naam Waal heeft op diens beurt gediend als inspiratiebron voor Nederlandse kolonisten in New York, die een rivier in de Hudsonvallei naar de Waal genoemd hebben (de tegenwoordige Wallkill River).

## Mythologie
Het verhaal gaat dat de Waal is ontstaan doordat twee reuzen, broers, lang geleden in Zwitserland zijn begonnen met het graven van de Rijn. 100 jaar later kwamen ze aan bij Lobith, waar ze ruzie kregen. De broers gingen ieder hun eigen weg. De jongere reus groef door aan de Rijn, de oudste schiep de Waal.

## Steden aan de Waal
De grootste stad aan de Waal is Nijmegen. Hoewel de stad op de linkeroever ligt, strekt de gemeente zich sinds enige jaren ook uit over de rechteroever, waarmee deze gemeente als enige op beide oevers ligt. De uitbreiding van Nijmegen naar de rechteroever heet de Waalsprong. Bij Nijmegen werd in 2015 een nevengeul aangelegd, de Spiegelwaal, en daarmee ontstond ook het eiland Veur-Lent.
Andere grotere plaatsen zijn Tiel (rechts) en Zaltbommel (links). De Waal scheidt de Betuwe op de rechteroever van achtereenvolgens het Rijk van Nijmegen, het Land van Maas en Waal en de Bommelerwaard op de linkeroever.

## Werkzaamheden aan de kribben
In de periode 2009 - 2015 heeft Rijkswaterstaat werkzaamheden uitgevoerd voor het verlagen van de kribben in de Waal . In 2009 is gestart met een proefproject van 100 kribben. Dit is later uitgebreid naar het totale traject tussen Nijmegen en Werkendam. Om een krib één à twee meter te verlagen wordt tussen de 1.500 tot 2.000 kuub grond weggehaald.
Bovendien zijn tussen Wamel en Ophemert over een traject van 10 km zogenaamde langsdammen aangelegd, die de rivier in twee delen opsplitsen: een oevergeul en een hoofdgeul. Een langsdam houdt de hoofdgeul op zijn plaats, zoals kribben dat ook doen. Doordat langsdammen parallel aan de stroomrichting van de rivier lopen, zal het water gemakkelijker zijn weg kunnen vinden dan bij kribben. De aanleg van een langsdam verbetert in één keer de veiligheid en de omstandigheden voor scheepvaart en natuur langs de rivier.

## Bruggen over de Waal
Hieronder een overzicht van alle bruggen over de Waal (cursief: voormalig):
| Nr.: | Naam:                      | Soort:                     | Traject:                                        | Afbeelding: |
| ---- | -------------------------- | -------------------------- | ----------------------------------------------- | ----------- |
| 1    | Waalbrug                   | verkeersbrug (boogbrug)    | Nijmegen - Arnhem                               |             |
| 2    | Snelbinder                 | fietsbrug (boogbrug)       | Nijmegen - Lent                                 |             |
| 3    | Spoorbrug Nijmegen         | spoorbrug (boogbrug)       | Arnhem - Nijmegen (Spoorlijn Arnhem - Nijmegen) |             |
| 4    | De Oversteek               | verkeersbrug (boogbrug)    | Nijmegen - Lent (De Oversteek)                  |             |
| 5    | Tacitusbrug                | verkeersbrug (tuibrug)     | Eindhoven - Emmeloord                           |             |
| 6    | Prins Willem-Alexanderbrug | verkeersbrug (tuibrug)     | Echteld - Wamel (Prins Willem-Alexanderweg)     |             |
| 7    | Dr. W. Hupkesbrug          | spoorbrug (vakwerkbrug)    | 's-Hertogenbosch - Utrecht (Staatslijn H)       |             |
| 8    | Bommelse Brug              | verkeersbrug (vakwerkbrug) | Amsterdam - Maastricht                          |             |
| 8    | Martinus Nijhoffbrug       | verkeersbrug (tuibrug)     | Amsterdam - Maastricht                          |             |

## De uiterwaarden van de Waal

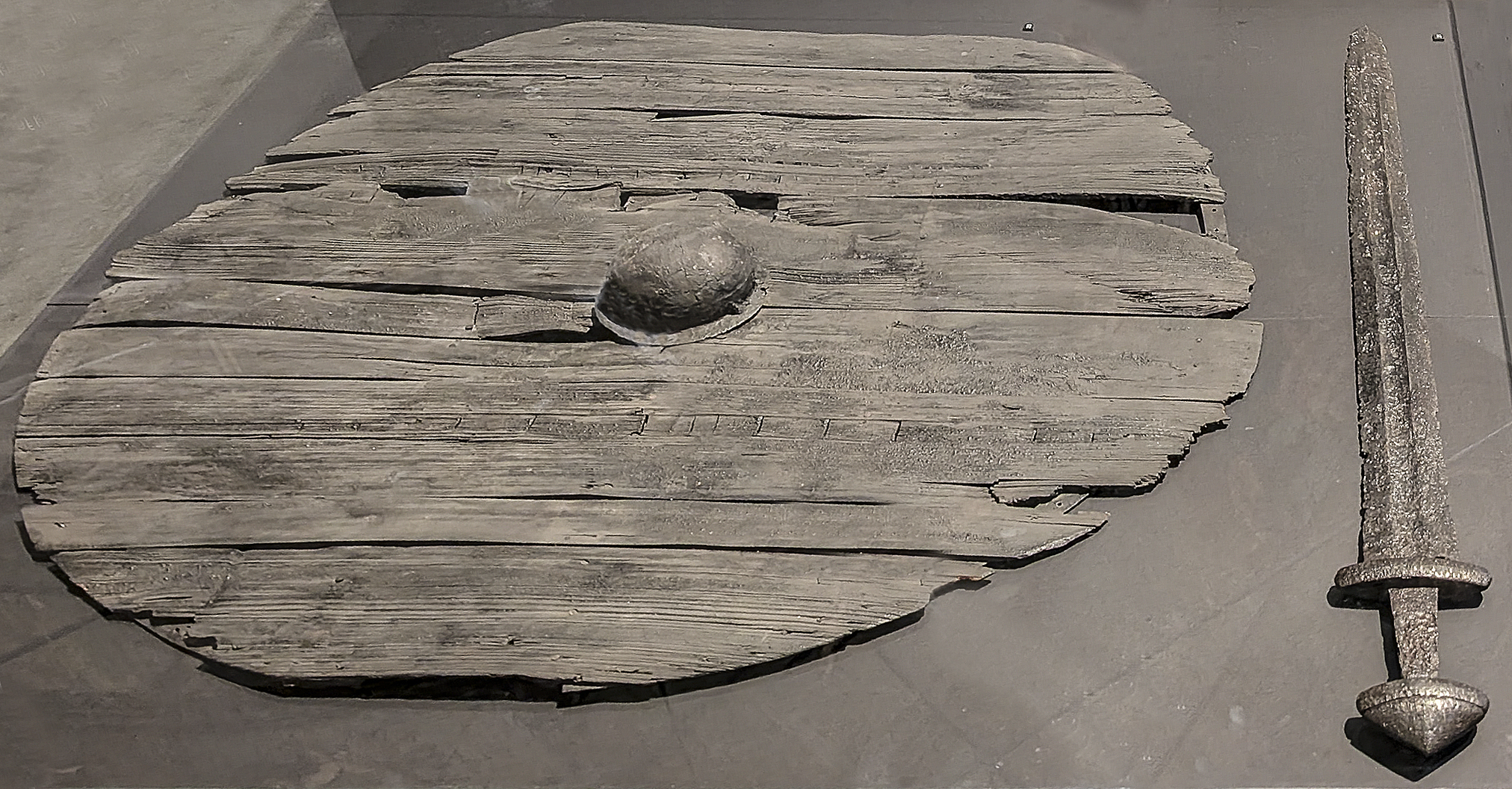
Houten Vikingschild (circa 850) en zwaard met inscriptie ADALFRID (smid), opgevist uit de Waal in Nijmegen
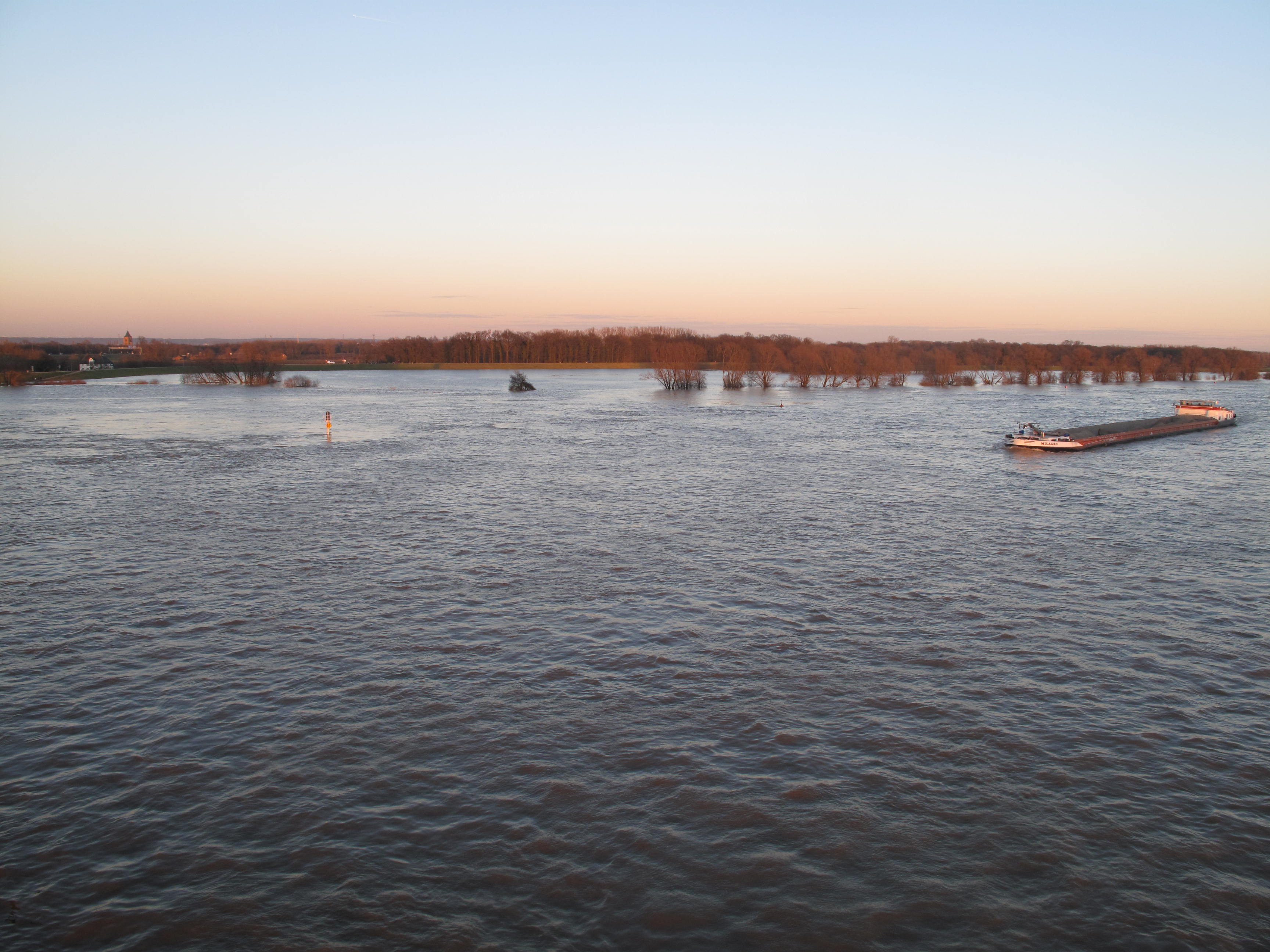
Bij Herveld (vanaf de brug), hoogwater in de Waal
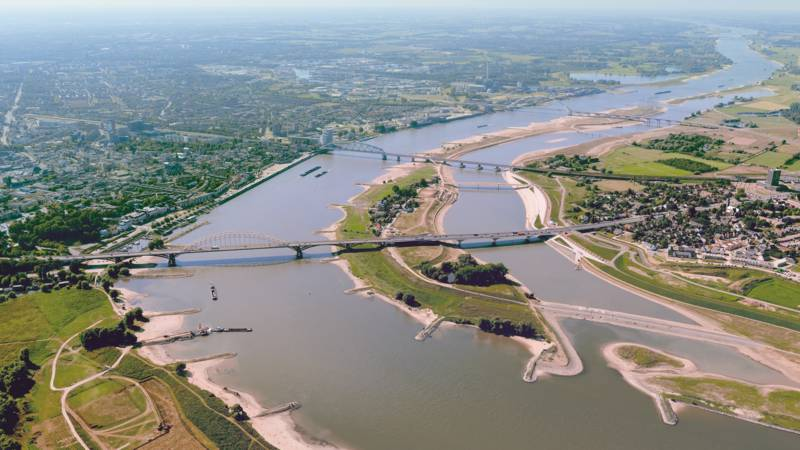
De Waal (links) en de Spiegelwaal (rechts) ter hoogte van Nijmegen, in het midden het eiland Veur-Lent
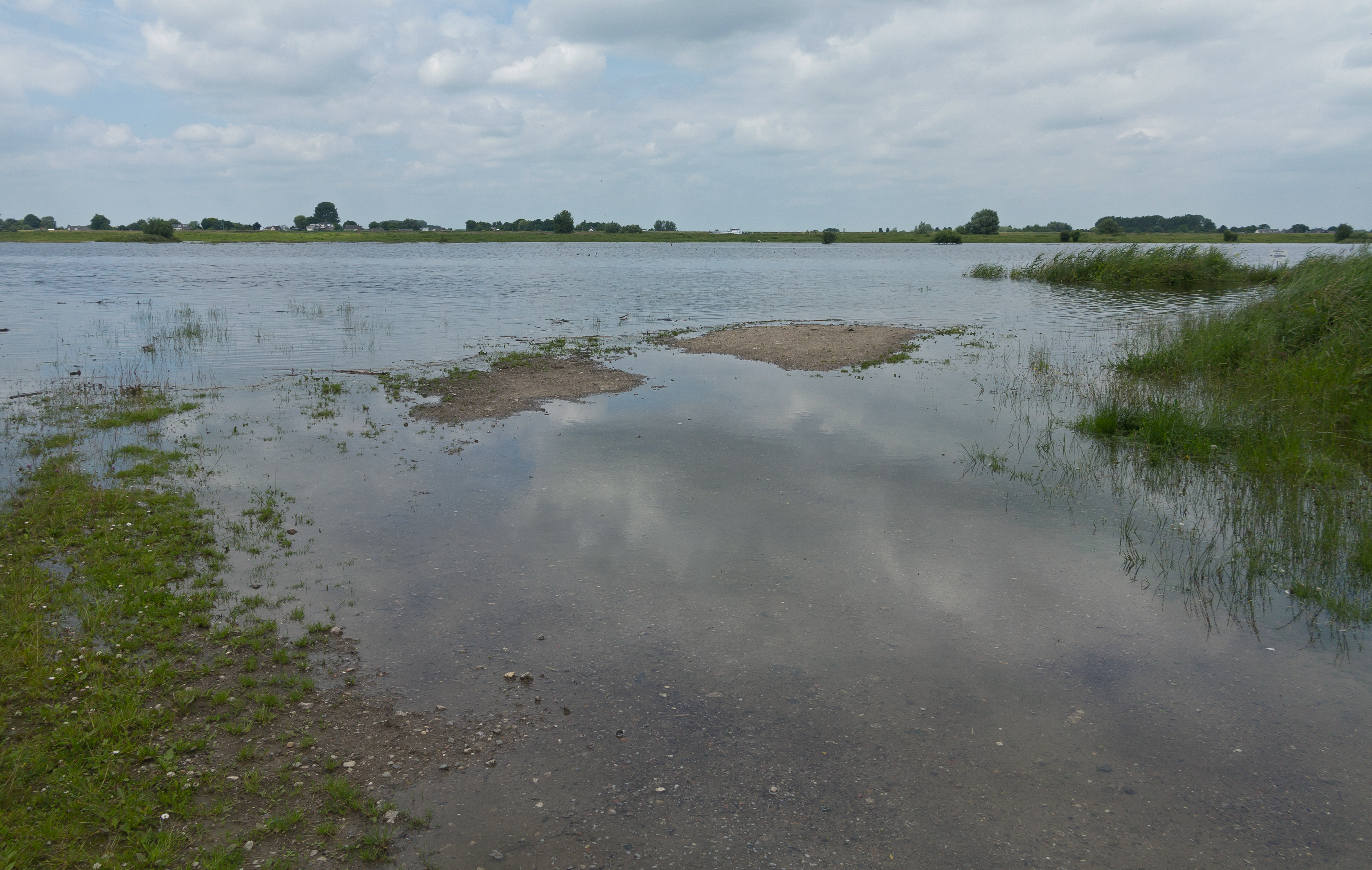
Tussen Zuilichem en Nieuwaal
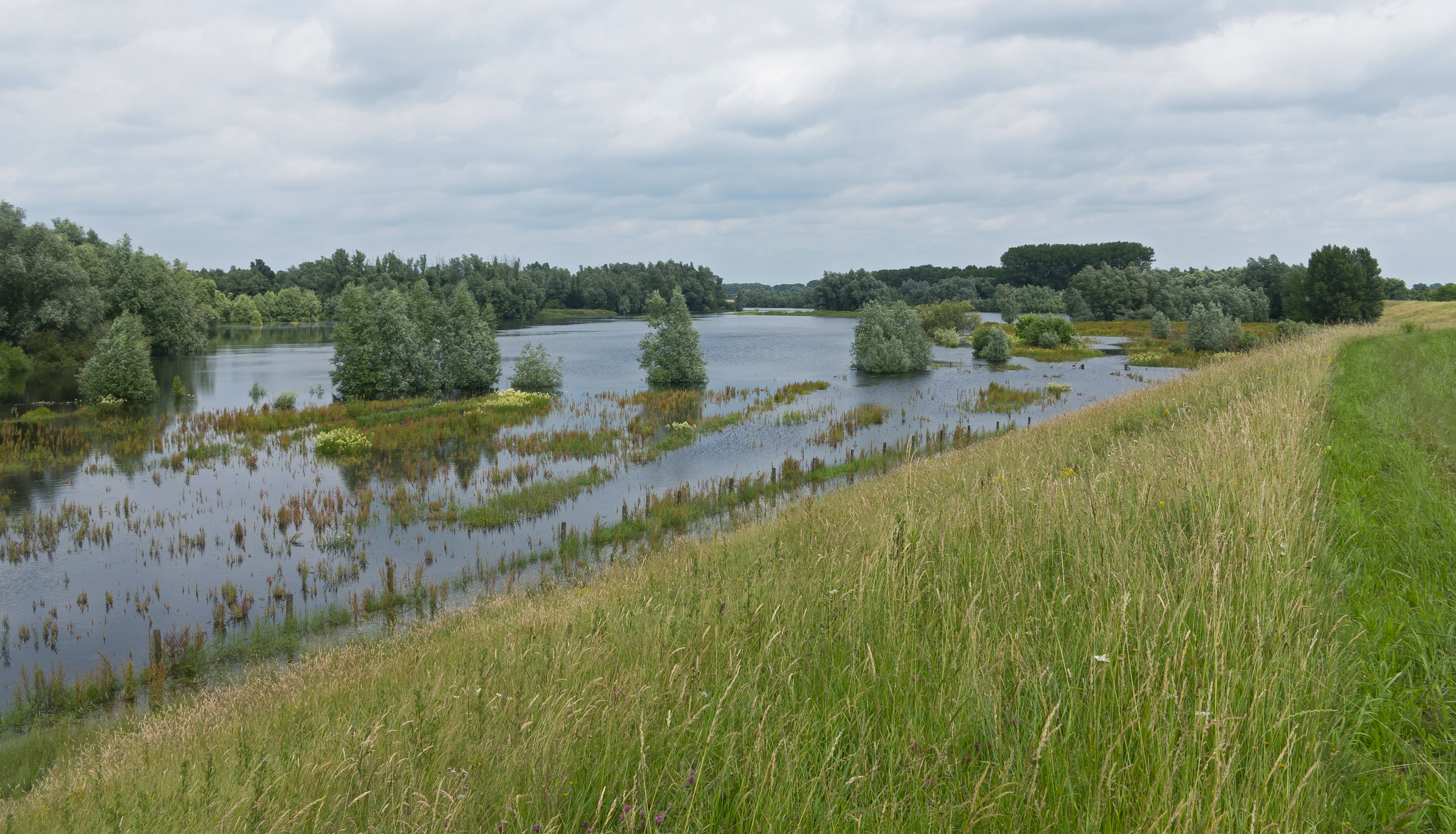
Tussen Nieuwaal en Zuilichem
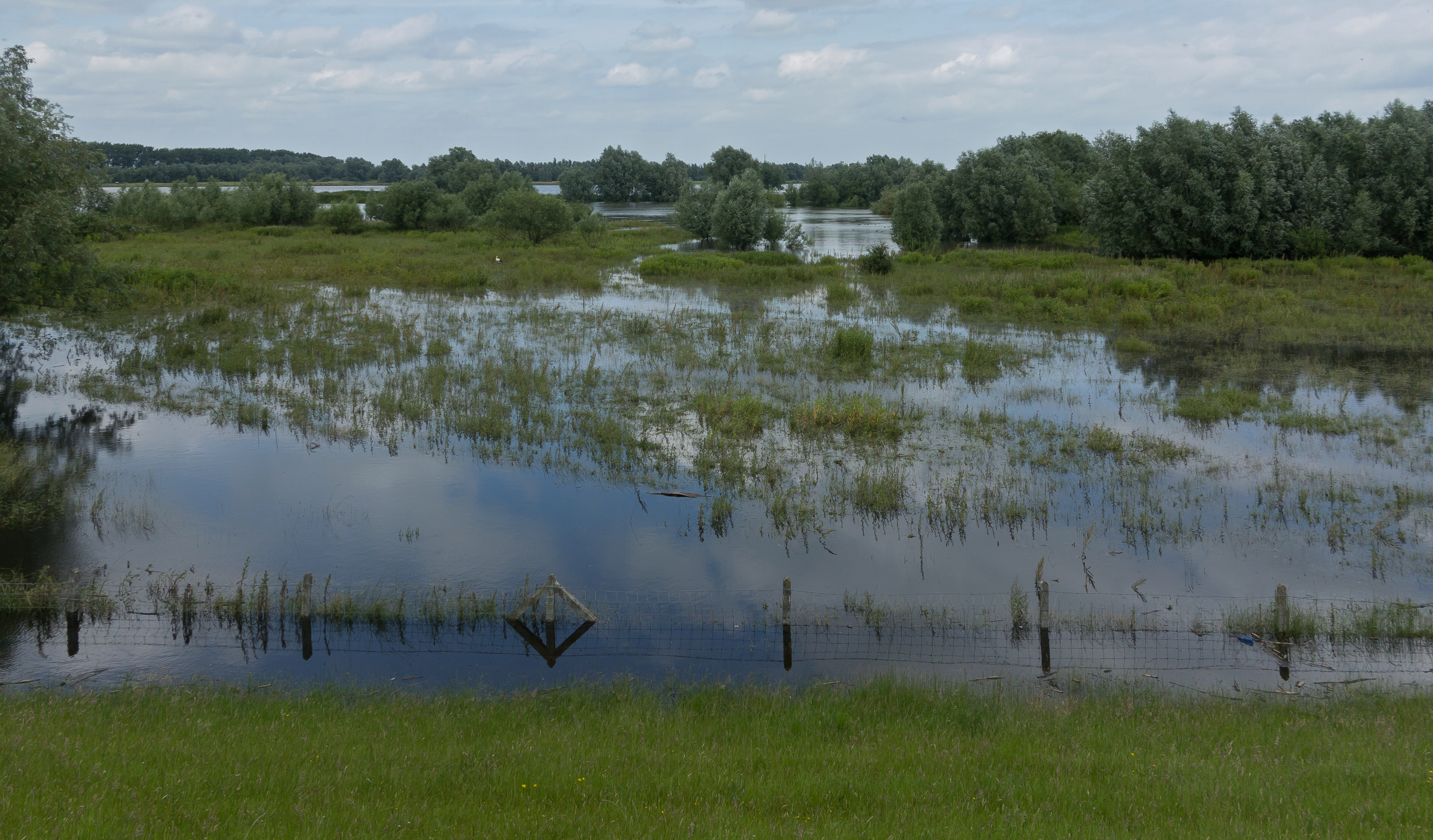
Tussen Nieuwaal en Gameren
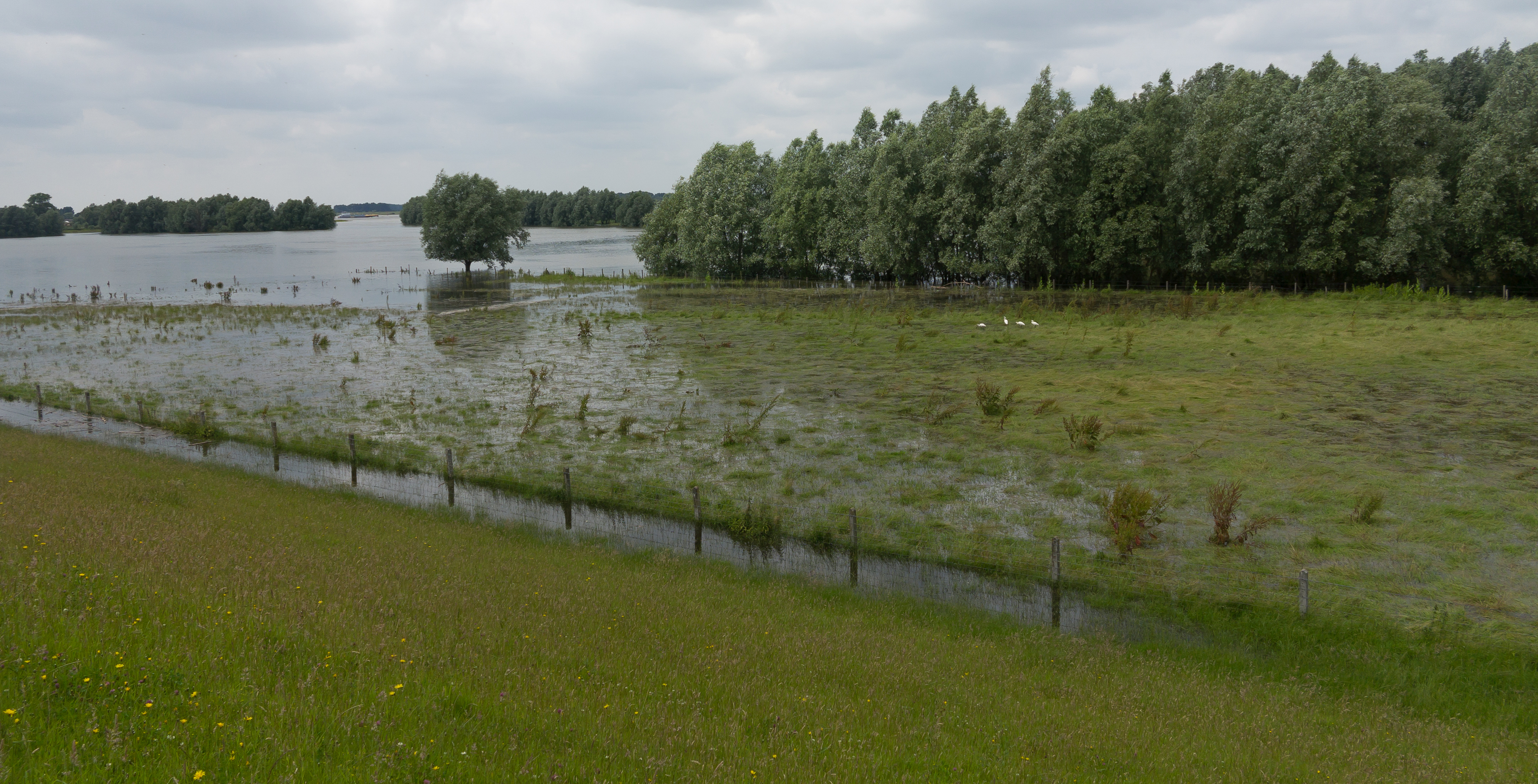
Tussen Gameren en Nieuwaal
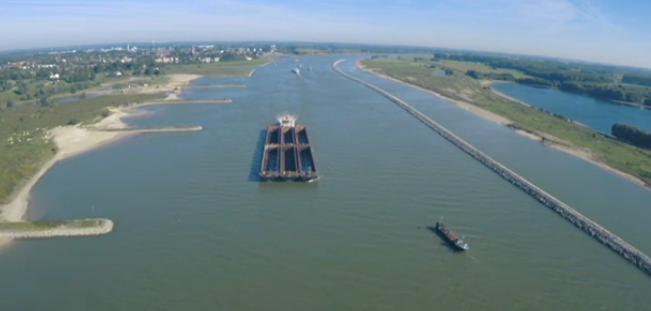
Proefproject langskribben in de Waal

## Debietentabel

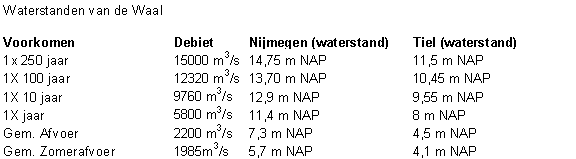
Tabel waterstanden

De debieten in de tweede kolom van de tabel zijn de debieten van de Rijn bij Lobith. Dit debiet verdeelt zich over het Pannerdensch Kanaal en de Waal. Het Pannerdensch Kanaal splitst vervolgens weer in de Nederrijn en IJssel.

## Andere rivier
De naam de Waal wordt ook wel gebruikt voor een oud stuk rivierarm op het Zuid-Hollandse eiland IJsselmonde. Deze rivierarm staat ook bekend onder de naam het Waaltje.